# 골든자원개발
골든자원개발은 2013년에 설립된 대한민국의 해외 자원 개발 기업이다.

## 역사
- 2013 골든자원개발 설립